# The Great Kat
Katherine Thomas (6 de junio de 1966), más conocida por su nombre artístico The Great Kat, es una violinista, guitarrista y cantante estadounidense reconocida por sus interpretaciones de piezas de música clásica con estilo de Thrash Metal. La mayoría de sus interpretaciones son con guitarra eléctrica, pero en algunas utiliza el violín. Thomas es una violinista entrenada en el estilo clásico, graduada de la Escuela Juilliard y que dio giras tocando música clásica convencional antes de hacer los cruces con el metal.
La revista Guitar One la catalogó como una de las "guitarristas [shredders] más rápidas de todos los tiempos". Su formación clásica, sus habilidades técnicas y su autopromoción a veces hacen que la  comparen con Yngwie Malmsteen. En una entrevista en metallian.com, afirmó ser la reencarnación de Beethoven.
Su persona pública, como se muestra en sus fotos y videos publicitarios, se compara principalmente con la de una dominatrix, aunque de una manera exagerada, abusiva y burlona.

## Discografía
- 1986 – Satan Says (Demo)
- 1987 – Worship Me or Die!
- 1990 – Beethoven on Speed
- 1996 – Digital Beethoven on Cyberspeed (EP)
- 1997 – Guitar Goddess (EP)
- 1998 – Bloody Vivaldi (EP)
- 2000 – Rossini's Rape (EP)
- 2002 – Wagner's War (EP)
- 2005 – Extreme Guitar Shred (DVD)
- 2008 – Total Insanity